# Johannes Hauser
Johannes Hauser (* 10. Juli 1890 in Krefeld; † 7. Mai 1970 ebenda) war ein deutscher Politiker (CDU). Er war Oberbürgermeister von Krefeld und Mitglied des Landtags von Nordrhein-Westfalen.

## Ausbildung und Beruf
Nachdem Johannes Hauser das Gymnasium Collegium Augustinianum Gaesdonck besucht und mit mittlerer Reife abgeschlossen hatte, machte er eine Bäckerlehre in Uerdingen. Während des Ersten Weltkriegs war Hauser von 1914 bis November 1917 Soldat, er beendete den Krieg als Kriegsbeschädigter. Nach seiner Meisterprüfung im Jahr 1919 arbeitete er als selbstständiger Bäckermeister. Er war von 1927 bis 1933 Innungsobermeister in Krefeld, und ab 1928 Vorstandsmitglied der Zentrale der rheinischen Bäckergenossenschaften. Nach dem Zweiten Weltkrieg wurde er Vorstandsmitglied der Bundeszentrale der Bäckergenossenschaften und Vorsitzender der Vereinigten Innungskrankenkassen.

## Politik
Hauser war 1918 der Zentrumspartei beigetreten und war von 1922 bis 1933 Mitglied im Vorstand der Rheinischen Zentrumspartei. Gegen Ende des Zweiten Weltkriegs, am 23. August 1944, wurde Hauser durch das nationalsozialistische Regime im Rahmen der „Aktion Gewitter“ vorübergehend in Haft genommen. Nach Kriegsende im Jahr 1945 war Hauser einer der Mitbegründer der Krefelder CDU und wurde Mitglied des Parteivorstandes.
Johannes Hauser wurde erstmals 1929 bis 1930 in den Rat der Stadt Krefeld gewählt, und dann erneut im Dezember 1945. Von 1948 bis 1951 war er Vorsitzender der CDU-Stadtratsfraktion. Am 8. November 1951 wurde Hauser Oberbürgermeister der Stadt Krefeld, er bekleidete das Amt bis zum 14. November 1956. Anschließend war er noch bis 5. April 1961 erster Stellvertreter des Krefelder Oberbürgermeisters.
Hauser wurde in der zweiten und dritten Wahlperiode im Wahlkreis 37 (Krefeld-Süd) als Direktkandidat in den nordrhein-westfälischen Landtag gewählt, er war Abgeordneter vom 5. Juli 1950 bis zum 12. Juli 1958.
Im Jahr 1960 wurde Hauser das Bundesverdienstkreuz Erster Klasse verliehen.